# オモニア駅
オモニア駅 (ギリシア語: Σταθμός Ομονοίας) はギリシャ、アテネの中心部、オモニア広場に位置するアテネ地下鉄の地下鉄駅。1号線と2号線の乗り換え駅になっている。
地上のオモニア広場は、アテネ市内の主要な道路結節点であり、この付近は市内各方面へ向かうバスの停留所が集まる地区ともなっている。

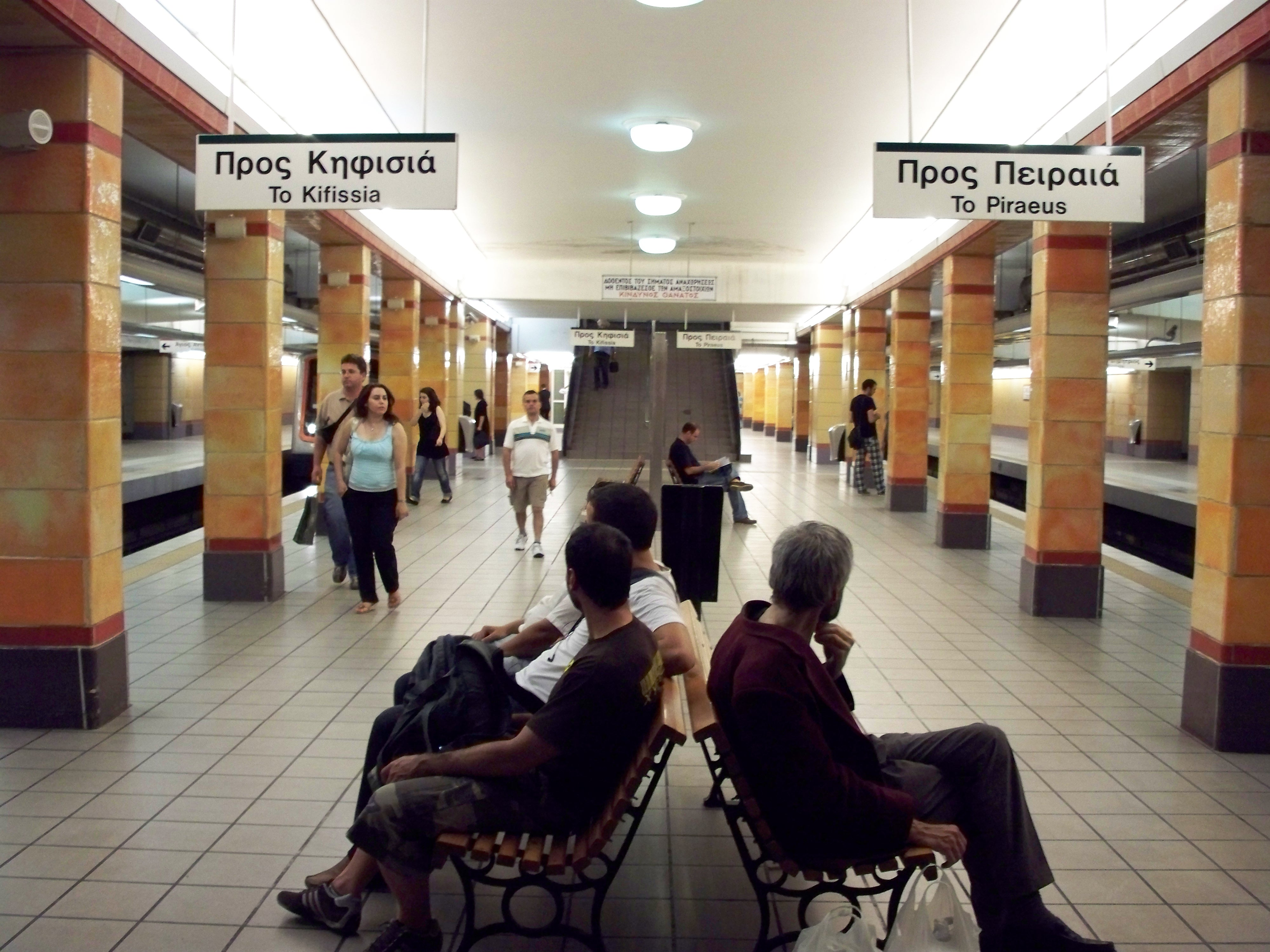
1号線のホーム
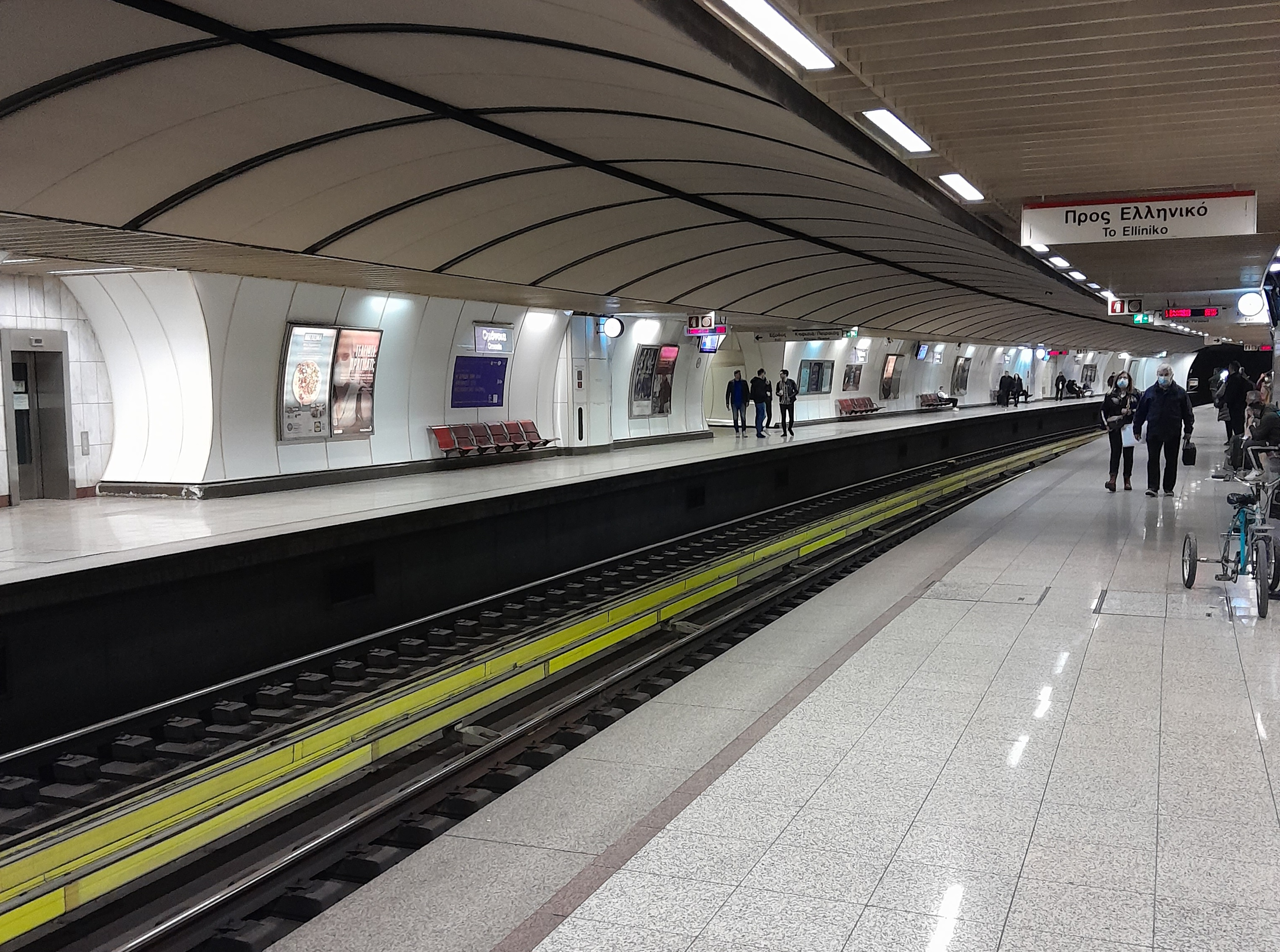
2号線のホーム